# Luís Coutinho de Azevedo
Luís Coutinho de Azevedo, igualmente conhecido como Professor Luís de Azevedo, foi um professor português.

## Biografia
Nasceu na Freguesia de Luz, no Concelho de Lagos. Casou com Guilhermina Lúcia Lopes de Azevedo, e teve um filho, Aníbal Lúcio de Azevedo.
Destacou-se como professor do Ensino Primário Oficial particular.

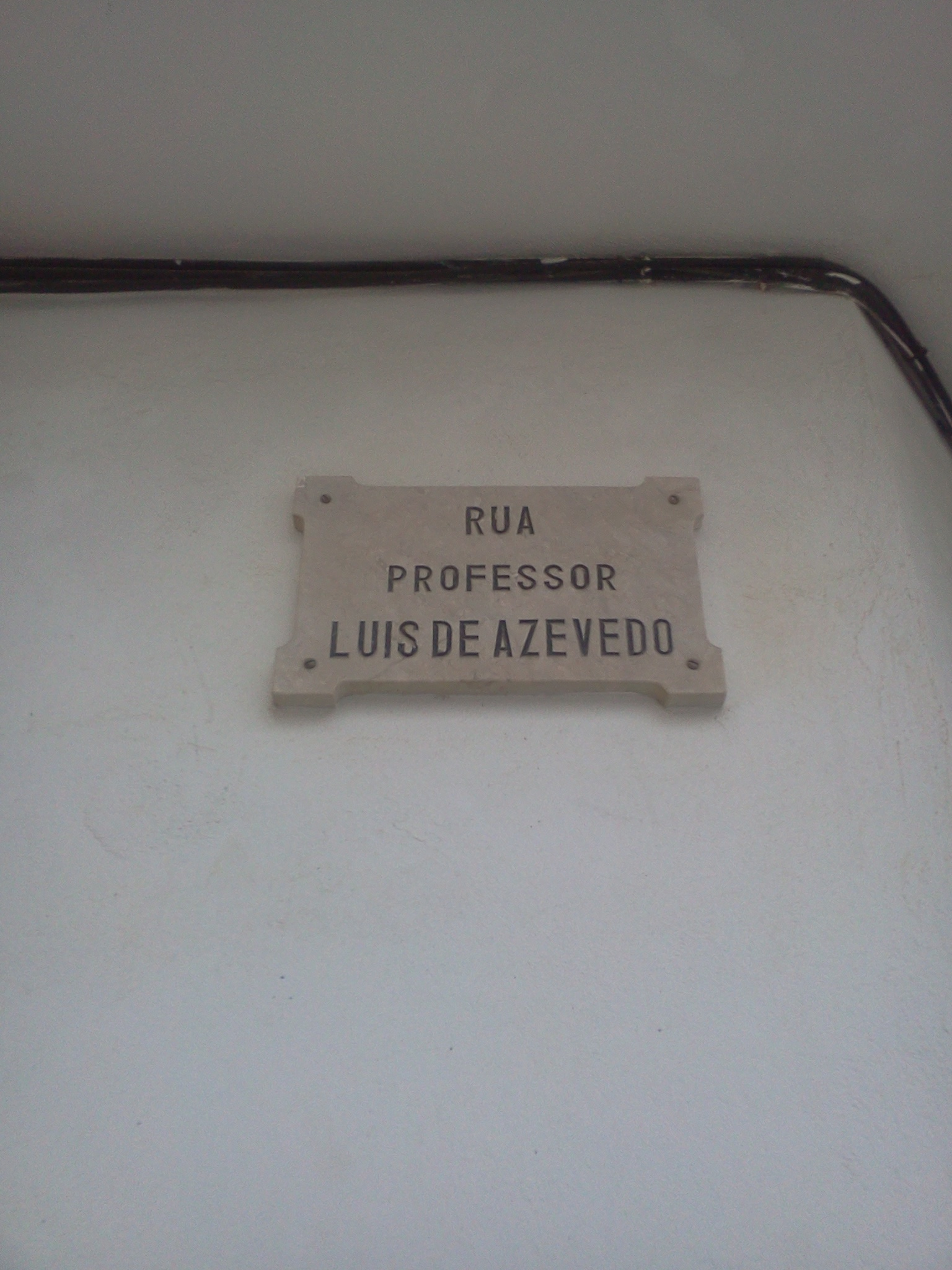
Placa toponímica da Rua Professor Luís de Azevedo, em Lagos.

Luís Coutinho de Azevedo foi casado com Guilhermina Lúcia Lopes de Azevedo e pai do engenheiro e político Aníbal Lúcio de Azevedo.

## Homenagens
A Câmara Municipal de Lagos colocou o seu nome numa rua da antiga Freguesia de Santa Maria.